# Залаегерсег (футбольний клуб)
«Залаегерсег» (угор. Zalaegerszegi TE; ZTE) — угорський футбольний клуб із однойменного міста, заснований 1920 року. Виступає у найвищому дивізіоні Угорщини.

## Досягнення
Чемпіонат Угорщини
- Чемпіон (1): 2002
- Бронзовий призер: 2007

Кубок Угорщини
- Володар (1): 2023
- Фіналіст: 2010

## Виступи в єврокубках
| Сезон   | Змагання         | Раунд   | Клуб              | Вдома | На виїзді | Разом   |
| ------- | ---------------- | ------- | ----------------- | ----- | --------- | ------- |
| 1985    | Кубок Інтертото  | Група 7 | Гурник Забже      | 0–1   | 1–1       |         |
| 1985    | Кубок Інтертото  | Група 7 | Янг Бойз          | 4–0   | 1–4       |         |
| 1985    | Кубок Інтертото  | Група 7 | Орхус             | 1–0   | 4–4       |         |
| 2002–03 | Ліга чемпіонів   | 2КР     | Загреб            | 1–0   | 1–2       | 2–2 (г) |
| 2002–03 | Ліга чемпіонів   | 3КР     | Манчестер Юнайтед | 1–0   | 0–5       | 1–5     |
| 2002–03 | Кубок УЄФА       | 1Р      | Динамо Загреб     | 1–3   | 0–6       | 1–9     |
| 2007    | Кубок Інтертото  | 1Р      | Рубін Казань      | 0–3   | 0–2       | 0–5     |
| 2010–11 | Ліга Європи      | 1КР     | Тирана            | 0–1   | 0–0       | 0–1     |
| 2023–24 | Ліга конференцій | 2КР     | Осієк             | 1–2   | 0–1       | 1–3     |